# Lo scambio di principesse
Lo scambio di principesse (L'Échange des princesses) è un film del 2017 diretto da Marc Dugain, adattamento cinematografico dell'omonimo romanzo del 2013 di Chantal Thomas, che ne ha anche scritto la sceneggiatura assieme a Dugain.

## Distribuzione
È stato distribuito nelle sale cinematografiche italiane a partire dal 5 agosto 2021 da Movies Inspired.